# Barcis

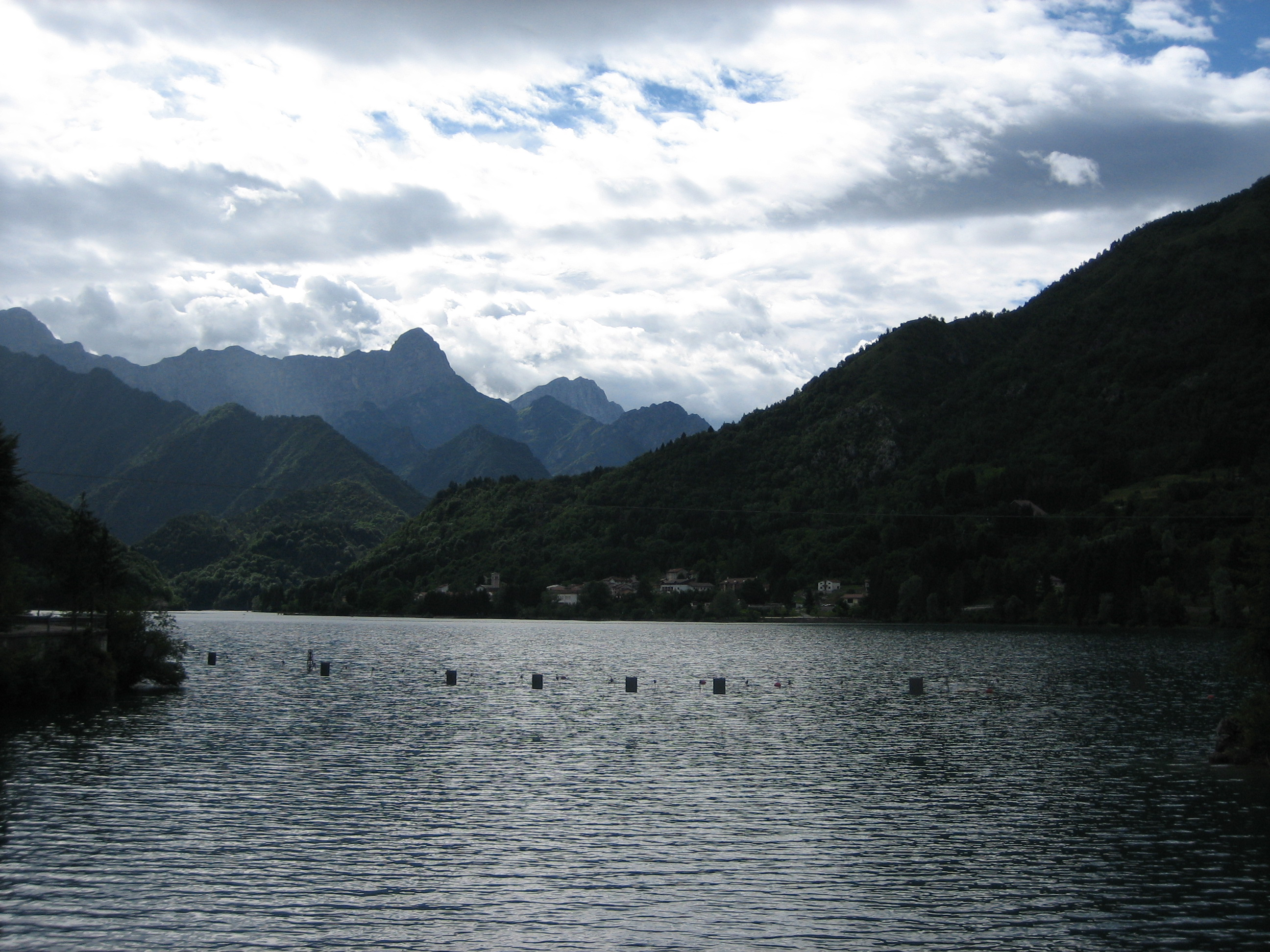
Hồ Barcis

Barcis là một đô thị ở tỉnh Pordenone trong vùng Friuli-Venezia Giulia, có cự ly khoảng 110 km về phía tây bắc của Trieste và khoảng 25 km về phía bắc của Pordenone. Tại thời điểm ngày 31 tháng 12 năm 2004, đô thị này có dân số 293 người và diện tích là 102 km².
Barcis giáp các đô thị: Andreis, Aviano, Chies d'Alpago, Claut, Frisanco, Montereale Valcellina, Tambre.